# Ivan Dodig
Ivan Dodig, né le 2 janvier 1985 à Međugorje en Yougoslavie (actuellement dans la Fédération croato-bosniaque de Bosnie-et-Herzégovine), est un joueur bosniaque de tennis puis croate depuis 2008, professionnel depuis 2004.

## Carrière
Ivan Dodig est issu de la minorité croate de Bosnie-Herzégovine et il a commencé sa carrière sous les couleurs bosniennes, notamment en jouant pour l'équipe de Bosnie-Herzégovine de Coupe Davis entre 2002 et 2006. Possesseur du double passeport comme tous les bosno-croates, il choisit ensuite de représenter la Croatie en janvier 2008 et a commencé à jouer pour l'équipe de Croatie de Coupe Davis en 2010. En tant que Croate, il joue son premier match dans un tableau principal du circuit ATP à Marseille contre Novak Djokovic (1-6, 4-6).
Devenu professionnel en 2004, sa carrière éclate en 2010 lorsqu'il intègre le top 100 et surtout en 2011 où il réalise de belles performances et remporte son premier tournoi sur le circuit principal à Zagreb en février. En 2013, il atteint les huitièmes de finale au tournoi de Wimbledon, confirmant sa place parmi l'élite.
Il a également réalisé de très bons résultats en double. Il a remporté vingt-quatre titres dont le tournoi de Roland-Garros en 2015 associé à Marcelo Melo en battant en finale les frères Bryan, l'Open d'Australie en 2021 aux côtés de Filip Polášek. Il remporte un deuxième titre à Roland-Garros en 2023, associé cette fois à Austin Krajicek. Il a atteint 30 autres finales dont une au tournoi de Wimbledon 2013 et une au Masters 2014. Il compte aussi à son palmarès la Coupe Davis remportée en 2018 avec la Croatie.
Il compte enfin quatre titres du Grand Chelem en mixte dont 3 avec Latisha Chan à Roland-Garros en 2018 et 2019 et à Wimbledon en 2019, et 1 avec Kristina Mladenovic à l'Open d'Australie 2022.
Il a remporté 5 tournois en simple sur le circuit Challenger : Sarajevo en 2009, Astana en 2010, Saint Rémy, Brest et Andria en 2015.

## Palmarès

### Titre en simple messieurs
| No | Date       | Nom et lieu du tournoi     | Catégorie | Dotation  | Surface    | Finaliste      | Score    |          |
| -- | ---------- | -------------------------- | --------- | --------- | ---------- | -------------- | -------- | -------- |
| 1  | 31-01-2011 | PBZ Zagreb Indoors, Zagreb | ATP 250   | 398 250 € | Dur (int.) | Michael Berrer | 6-3, 6-4 | Parcours |

### Finale en simple messieurs
| No | Date       | Nom et lieu du tournoi   | Catégorie | Dotation  | Surface      | Vainqueur         | Score    |          |
| -- | ---------- | ------------------------ | --------- | --------- | ------------ | ----------------- | -------- | -------- |
| 1  | 13-06-2011 | Unicef Open, Bois-le-Duc | ATP 250   | 398 250 € | Gazon (ext.) | Dmitri Toursounov | 6-3, 6-2 | Parcours |

## Parcours dans les tournois duGrand Chelem

### En simple
| Année | Open d'Australie | Open d'Australie | Internationaux de France | Internationaux de France | Wimbledon       | Wimbledon     | US Open         | US Open          |
| ----- | ---------------- | ---------------- | ------------------------ | ------------------------ | --------------- | ------------- | --------------- | ---------------- |
| 2010  | 2e tour (1/32)   | Stefan Koubek    | —                        | —                        | 2e tour (1/32)  | Sam Querrey   | 2e tour (1/32)  | Thiemo de Bakker |
| 2011  | 2e tour (1/32)   | Novak Djokovic   | 1er tour (1/64)          | Pere Riba                | 1er tour (1/64) | Ryan Harrison | 1er tour (1/64) | N. Davydenko     |
| 2012  | 1er tour (1/64)  | Frederico Gil    | 1er tour (1/64)          | Robin Haase              | 1er tour (1/64) | Lukáš Rosol   | 2e tour (1/32)  | Andy Murray      |
| 2013  | 3e tour (1/16)   | Richard Gasquet  | 1er tour (1/64)          | Guido Pella              | 1/8 de finale   | David Ferrer  | 3e tour (1/16)  | Rafael Nadal     |
| 2014  | 2e tour (1/32)   | Damir Džumhur    | 1er tour (1/64)          | M. Granollers            | —               | —             | 1er tour (1/64) | Feliciano López  |
| 2015  | 2e tour (1/32)   | Kei Nishikori    | 1er tour (1/64)          | Radek Štěpánek           | —               | —             | —               | —                |
| 2016  | 1er tour (1/64)  | Quentin Halys    | 2e tour (1/32)           | F. Verdasco              | 1er tour (1/64) | Tomáš Berdych | 1er tour (1/64) | Illya Marchenko  |
| 2017  | 1er tour (1/64)  | Denis Istomin    | —                        | —                        | —               | —             | —               | —                |

N.B. : à droite du résultat se trouve le nom de l'ultime adversaire.

### En double messieurs
| 2011 | 2e tour (1/16) J. Nieminen \|\| style="text-align:left;" \| D. Bracciali P. Starace             | 2e tour (1/16) I. Karlović \|\| style="text-align:left;" \| D. Bracciali P. Starace          | 1er tour (1/32) Lovro Zovko \|\| style="text-align:left;" \| M. Bhupathi L. Paes          | 1er tour (1/32) B. Tomic \|\| style="text-align:left;" \| P. Andújar D. Gimeno        |                                                                                          |                                                                              |
| 2012 | 1er tour (1/32) D. Brown \|\| style="text-align:left;" \| J. I. Chela E. Schwank                | 1/4 de finale M. Melo \|\| style="text-align:left;" \| D. Bracciali P. Starace               | 1/4 de finale M. Melo \|\| style="text-align:left;" \| J. Melzer P. Petzschner            | 1/8 de finale M. Melo \|\| style="text-align:left;" \| J. Benneteau N. Mahut          |                                                                                          |                                                                              |
| 2013 | 1er tour (1/32) M. Melo \|\| style="text-align:left;" \| D. Bracciali Lukáš Dlouhý              | 1/8 de finale M. Melo \|\| style="text-align:left;" \| A. Peya Bruno Soares                  | Finale M. Melo                                                                            | Bob Bryan Mike Bryan                                                                  | 1/2 finale M. Melo \|\| style="text-align:left;" \| A. Peya B. Soares                    |                                                                              |
| 2014 | 1/8 de finale M. Melo \|\| style="text-align:left;" \| Łukasz Kubot R. Lindstedt                | —                                                                                            | —                                                                                         | —                                                                                     | —                                                                                        | 1/2 finale M. Melo \|\| style="text-align:left;" \| M. Granollers Marc López |
| 2015 | 1/2 finale M. Melo \|\| style="text-align:left;" \| P.-H. Herbert N. Mahut                      | Victoire M. Melo                                                                             | Bob Bryan Mike Bryan                                                                      | 1/4 de finale M. Melo \|\| style="text-align:left;" \| J. Erlich P. Petzschner        | 1er tour (1/32) M. Melo \|\| style="text-align:left;" \| D. Inglot R. Lindstedt          |                                                                              |
| 2016 | 1/8 de finale M. Melo \|\| style="text-align:left;" \| Pablo Cuevas M. Granollers               | 1/2 finale M. Melo \|\| style="text-align:left;" \| F. López Marc López                      | 1/8 de finale M. Melo \|\| style="text-align:left;" \| R. Klaasen Rajeev Ram              | 1er tour (1/32) M. Melo \|\| style="text-align:left;" \| N. Monroe D. Young           |                                                                                          |                                                                              |
| 2017 | 1/4 de finale M. Granollers \|\| style="text-align:left;" \| Bob Bryan Mike Bryan               | 1/4 de finale M. Granollers \|\| style="text-align:left;" \| R. Harrison M. Venus            | 1/8 de finale M. Granollers \|\| style="text-align:left;" \| R. Harrison M. Venus         | 1/8 de finale M. Granollers \|\| style="text-align:left;" \| J.-J. Rojer Horia Tecău  |                                                                                          |                                                                              |
| 2018 | 1er tour (1/32) F. Verdasco \|\| style="text-align:left;" \| Steve Johnson Sam Querrey          | 2e tour (1/16) Rajeev Ram \|\| style="text-align:left;" \| W. Koolhof Artem Sitak            | 1er tour (1/32) Rajeev Ram \|\| style="text-align:left;" \| Robin Haase R. Lindstedt      | 1/8 de finale M. Granollers \|\| style="text-align:left;" \| J.-S. Cabal Robert Farah |                                                                                          |                                                                              |
| 2019 | 2e tour (1/16) É. Roger-Vasselin \|\| style="text-align:left;" \| Kevin Krawietz Nikola Mektić  | 1er tour (1/32) É. Roger-Vasselin \|\| style="text-align:left;" \| M. Kecmanović Casper Ruud | 1/2 finale Filip Polášek \|\| style="text-align:left;" \| Nicolas Mahut É. Roger-Vasselin | 1er tour (1/32) Filip Polášek \|\| style="text-align:left;" \| Jack Sock J. Withrow   |                                                                                          |                                                                              |
| 2020 | 1/2 finale Filip Polášek \|\| style="text-align:left;" \| Max Purcell Luke Saville              | 1/8 de finale Filip Polášek \|\| style="text-align:left;" \| F. Nielsen Tim Pütz             | Annulé                                                                                    | Annulé                                                                                | 1er tour (1/16) Filip Polášek \|\| style="text-align:left;" \| Jamie Murray Neal Skupski |                                                                              |
| 2021 | Victoire Filip Polášek                                                                          | Rajeev Ram Joe Salisbury                                                                     | 2e tour (1/16) Filip Polášek \|\| style="text-align:left;" \| A. Bublik A. Golubev        | 2e tour (1/16) Filip Polášek \|\| style="text-align:left;" \| Jaume Munar C. Norrie   | 1/8 de finale R. Bopanna \|\| style="text-align:left;" \| Rajeev Ram J. Salisbury        |                                                                              |
| 2022 | 2e tour (1/16) M. Melo \|\| style="text-align:left;" \| S. Bolelli F. Fognini                   | Finale A. Krajicek                                                                           | M. Arévalo J.-J. Rojer                                                                    | 1/8 de finale A. Krajicek \|\| Forfait                                                | 2e tour (1/16) A. Krajicek \|\| style="text-align:left;" \| A. Behar G. Escobar          |                                                                              |
| 2023 | 1er tour (1/32) A. Krajicek \|\| style="text-align:left;" \| N. Sriram Balaji J. Nedunchezhiyan | Victoire A. Krajicek                                                                         | S. Gillé J. Vliegen                                                                       | 2e tour (1/16) A. Krajicek \|\| style="text-align:left;" \| R. Galloway Lloyd Harris  | 1/2 finale A. Krajicek \|\| style="text-align:left;" \| Rajeev Ram J. Salisbury          |                                                                              |
| 2024 | 2e tour (1/16) A. Krajicek \|\| style="text-align:left;" \| N. Čačić D. Molchanov               | 2e tour (1/16) A. Krajicek \|\| style="text-align:left;" \| P. Tsitsipás S. Tsitsipás        | 1er tour (1/32) A. Krajicek \|\| style="text-align:left;" \| N. Barrientos F. Cabral      | 1/8 de finale A. Pavlásek \|\| style="text-align:left;" \| M. Arévalo Mate Pavić      |                                                                                          |                                                                              |

N.B. : le nom du partenaire se trouve sous le résultat ; le nom des ultimes adversaires se trouve à droite.

### En double mixte
| Année | Open d'Australie                                                                   | Open d'Australie                                                              | Internationaux de France                                                               | Internationaux de France                                                         | Wimbledon                                                                       | Wimbledon                                                               | US Open                  | US Open                   |
| ----- | ---------------------------------------------------------------------------------- | ----------------------------------------------------------------------------- | -------------------------------------------------------------------------------------- | -------------------------------------------------------------------------------- | ------------------------------------------------------------------------------- | ----------------------------------------------------------------------- | ------------------------ | ------------------------- |
| 2013  | —                                                                                  | —                                                                             | —                                                                                      | —                                                                                | 2e tour (1/16) M. Eraković                                                      | F. Nielsen S. Arvidsson                                                 | —                        | —                         |
|       |                                                                                    |                                                                               |                                                                                        |                                                                                  |                                                                                 |                                                                         |                          |                           |
| 2015  | 1er tour (1/16) Darija Jurak                                                       | Anabel Medina Pablo Andújar                                                   | —                                                                                      | —                                                                                | 2e tour (1/16) A. Tomljanović                                                   | Elena Vesnina M. Matkowski                                              | —                        | —                         |
| 2016  | 1/2 finale S. Mirza                                                                | E. Vesnina B. Soares                                                          | Finale S. Mirza                                                                        | M. Hingis L. Paes                                                                | 2e tour (1/16) S. Mirza                                                         | A. Smith N. Skupski                                                     | 2e tour (1/16) S. Mirza  | B. Krejčíková M. Draganja |
| 2017  | Finale S. Mirza                                                                    | A. Spears J. S. Cabal                                                         | 1/4 de finale S. Mirza                                                                 | G. Dabrowski R. Bopanna                                                          | 3e tour (1/8) S. Mirza                                                          | H. Watson H. Kontinen                                                   | 1er tour (1/16) S. Mirza | J. Ostapenko F. Martin    |
| 2018  | —                                                                                  | —                                                                             | Victoire L. Chan                                                                       | G. Dabrowski M. Pavić                                                            | 1/4 de finale L. Chan \|\| style="text-align:left;" \| K. Srebotnik M. Venus    | 1/8 de finale L. Chan \|\| Forfait                                      |                          |                           |
| 2019  | 1er tour (1/16) L. Chan \|\| style="text-align:left;" \| A. Spears J.-S. Cabal     | Victoire L. Chan                                                              | G. Dabrowski M. Pavić                                                                  | Victoire L. Chan                                                                 | J. Ostapenko R. Lindstedt                                                       | 1/2 finale L. Chan \|\| style="text-align:left;" \| Chan H.-c. M. Venus |                          |                           |
| 2020  | 1/4 de finale L. Chan \|\| style="text-align:left;" \| G. Dabrowski H. Kontinen    | Annulé                                                                        | Annulé                                                                                 | Annulé                                                                           | Annulé                                                                          | Annulé                                                                  | Annulé                   |                           |
| 2021  | 1er tour (1/16) L. Chan \|\| style="text-align:left;" \| L. Hradecká F. Polášek    | 1er tour (1/8) L. Chan \|\| style="text-align:left;" \| D. Schuurs W. Koolhof | 1/8 de finale L. Chan \|\| style="text-align:left;" \| Z. Shuai J. Peers               | 1/8 de finale N. Melichar \|\| style="text-align:left;" \| G. Olmos M. Arévalo   |                                                                                 |                                                                         |                          |                           |
| 2022  | Victoire K. Mladenovic                                                             | J. Fourlis J. Kubler                                                          | 1/8 de finale Sania Mirza \|\| style="text-align:left;" \| B. Haddad Maia Bruno Soares | 1/8 de finale L. Chan \|\| Forfait                                               | —                                                                               | —                                                                       |                          |                           |
| 2023  | —                                                                                  | —                                                                             | 2e tour (1/8) Zhang Shuai \|\| style="text-align:left;" \| L. Stefani Rafael Matos     | 1/4 de finale L. Chan \|\| style="text-align:left;" \| Xu Yifan J. Vliegen       |                                                                                 |                                                                         |                          |                           |
| 2024  | —                                                                                  | —                                                                             | 1er tour (1/16) D. Vekić \|\| style="text-align:left;" \| B. Krejčíková J. Vliegen     | 1er tour (1/16) Chan H.-c. \|\| style="text-align:left;" \| A. Barnett M. Willis | 1er tour (1/16) N. Melichar \|\| style="text-align:left;" \| N. Kichenok H. Nys |                                                                         |                          |                           |
| 2025  | 1er tour (1/16) K. Mladenovic \|\| style="text-align:left;" \| Zhang S. R. Bopanna |                                                                               |                                                                                        |                                                                                  |                                                                                 |                                                                         |                          |                           |

N.B. : le nom de la partenaire se trouve sous le résultat ; le nom des ultimes adversaires se trouve à droite.

## Participation auMasters

### En double
| Année | Ville   | Surface    | Partenaire        | Résultats | Résultat final    |
| ----- | ------- | ---------- | ----------------- | --------- | ----------------- |
| 2013  | Londres | Dur (int.) | Marcelo Melo      | 3v, 1d    | Demi-finaliste    |
| 2014  | Londres | Dur (int.) | Marcelo Melo      | 3v, 2d    | Finaliste         |
| 2015  | Londres | Dur (int.) | Marcelo Melo      | 2v, 2d    | Demi-finaliste    |
| 2016  | Londres | Dur (int.) | Marcelo Melo      | 1v, 2d    | Éliminé en poules |
| 2017  | Londres | Dur (int.) | Marcel Granollers | 0v, 2d    | Éliminé en poules |
| 2019  | Londres | Dur (int.) | Filip Polášek     | 1v, 2d    | Éliminé en poules |
| 2021  | Turin   | Dur (int.) | Filip Polášek     | 1v, 2d    | Éliminé en poules |
| 2022  | Turin   | Dur (int.) | Austin Krajicek   | 0v, 3d    | Éliminé en poules |
| 2023  | Turin   | Dur (int.) | Austin Krajicek   | 1v, 2d    | Éliminé en poules |

## Parcours dans lesMasters 1000

### En simple
| Année | Indian Wells         | Miami                | Monte-Carlo         | Madrid                | Rome                    | Canada                      | Cincinnati          | Shanghai            | Paris               |
| ----- | -------------------- | -------------------- | ------------------- | --------------------- | ----------------------- | --------------------------- | ------------------- | ------------------- | ------------------- |
| 2011  | —                    | 2e tour R. Söderling | 1er tour T. Robredo | —                     | —                       | 1/8 de finale J. Tipsarević | 2e tour G. Monfils  | 1er tour S. Giraldo | 2e tour N. Djokovic |
| 2012  | 1er tour G. Dimitrov | 2e tour F. Mayer     | 2e tour F. Verdasco | —                     | —                       | —                           | 1er tour V. Troicki | —                   | —                   |
| 2013  | 3e tour R. Federer   | 2e tour John Isner   | 1er tour B. Paire   | —                     | —                       | 2e tour J. M. del Potro     | —                   | 1er tour J. Melzer  | 2e tour N. Almagro  |
| 2014  | 2e tour A. González  | 2e tour F. Mayer     | 1er tour P. Carreño | 1er tour K. Nishikori | 1/8 de finale J. Chardy | 1/8 de finale D. Ferrer     | 1er tour E. Gulbis  | 2e tour M. Youzhny  | —                   |
| 2015  | 2e tour D. Ferrer    | —                    | —                   | —                     | —                       | —                           | —                   | —                   | —                   |
| 2016  | 1er tour A. Zverev   | 1er tour Juan Mónaco | —                   | —                     | —                       | 1er tour Borna Ćorić        | —                   | —                   | —                   |

N.B. : sous le résultat se trouve le nom de l’ultime adversaire.

## Classements ATP en fin de saison
| Année          | 2003 | 2004 | 2005 | 2006 | 2007 | 2008 | 2009 | 2010 | 2011 | 2012 | 2013 | 2014 | 2015 | 2016 | 2017 | 2018 | 2019 | 2020 | 2021 | 2022 | 2023 |
| Rang en simple | 934  | 1160 | 840  | 414  | 298  | 387  | 181  | 88   | 36   | 73   | 33   | 96   | 87   | 148  | 330  | –    | –    | –    | –    | –    | –    |
| Rang en double | –    | 920  | 869  | 325  | 152  | 345  | 274  | 185  | 93   | 31   | 7    | 12   | 6    | 13   | 5    | 35   | 12   | 16   | 12   | 9    | 2    |

Source : (en) Classements de Ivan Dodig sur le site officiel de la Fédération internationale de tennis